# ニーバル
ニーバル社（Nival）はロシア最大のコンピューターゲームの制作会社である。
ニーバル社はリアルタイム・ストラテジー(RTS)ゲームに主力を置いている会社でイーサーロード、ブリッツクリーグ、サイレントストーム、ヒーローズ・オブ・マイト・アンド・マジックが有名である。
ニーバル社は1996年にセルゲイ・オルロフスキーによってニーバル・インタラクティブ社として設立された。2005年の始め、ニーバル・インタラクティブ社はアメリカのフロリダ州に基盤を置く持株企業、エナー1グループ(Ener1 Group)に1,000万ドルで買収された。買収後にエナー1グループは“アメリカのゲーム指向に合わせ、ニーバルのデザイナーやプログラマーなどの開発陣を完全統合する”意向を述べたために混乱が生じたが、これはエナー1側がその発言でニーバル社以外のゲーム製作会社がどれだけ巻き添えをくらうか知らなかったためと思われる。またエナー1はニーバル社のリソースをゲーム機に向けるという意向も示した。
現在、ニーバル社の経営陣やマーケティングチームはアメリカフロリダ州のフォートローダーデールを拠点としているが、主要な開発チームはモスクワにとどまっている。

## 主なゲームソフト
- Rage of Mages (1998)
  - Rage of Mages II: Necromancer (1999)
- イーサーロード (Etherlords)(2001)
  - イーサーロード II(Etherlords)(2002)
  - イーサーロード日本公式サイト
- Evil Islands: Curse of the Lost Soul (2001)
- ブリッツクリーグ(Blitzkrieg) (2003)
  - Blitzkrieg II (2005, ヨーロッパで発売)
  - ブリッツクリーグ日本公式サイト
- サイレントストーム(Silent Storm) (2003)
  - Silent Storm - Sentinels (2004)
  - メディアクエストのサイレントストーム日本版紹介ページ
- Hammer & Sickle (2005)
- Night Watch (2005, ロシア、2006, ヨーロッパ及び北アメリカで発売)
  - Day Watch (2007, ダウンロード販売専用タイトルとして発売)
- ヒーローズ・オブ・マイト&マジック (Heroes of Might and Magic)
  - Heroes of Might and Magic V (2006)
  - ヒーローズ・オブ・マイト＆マジック3日本公式サイト